# Samociążek

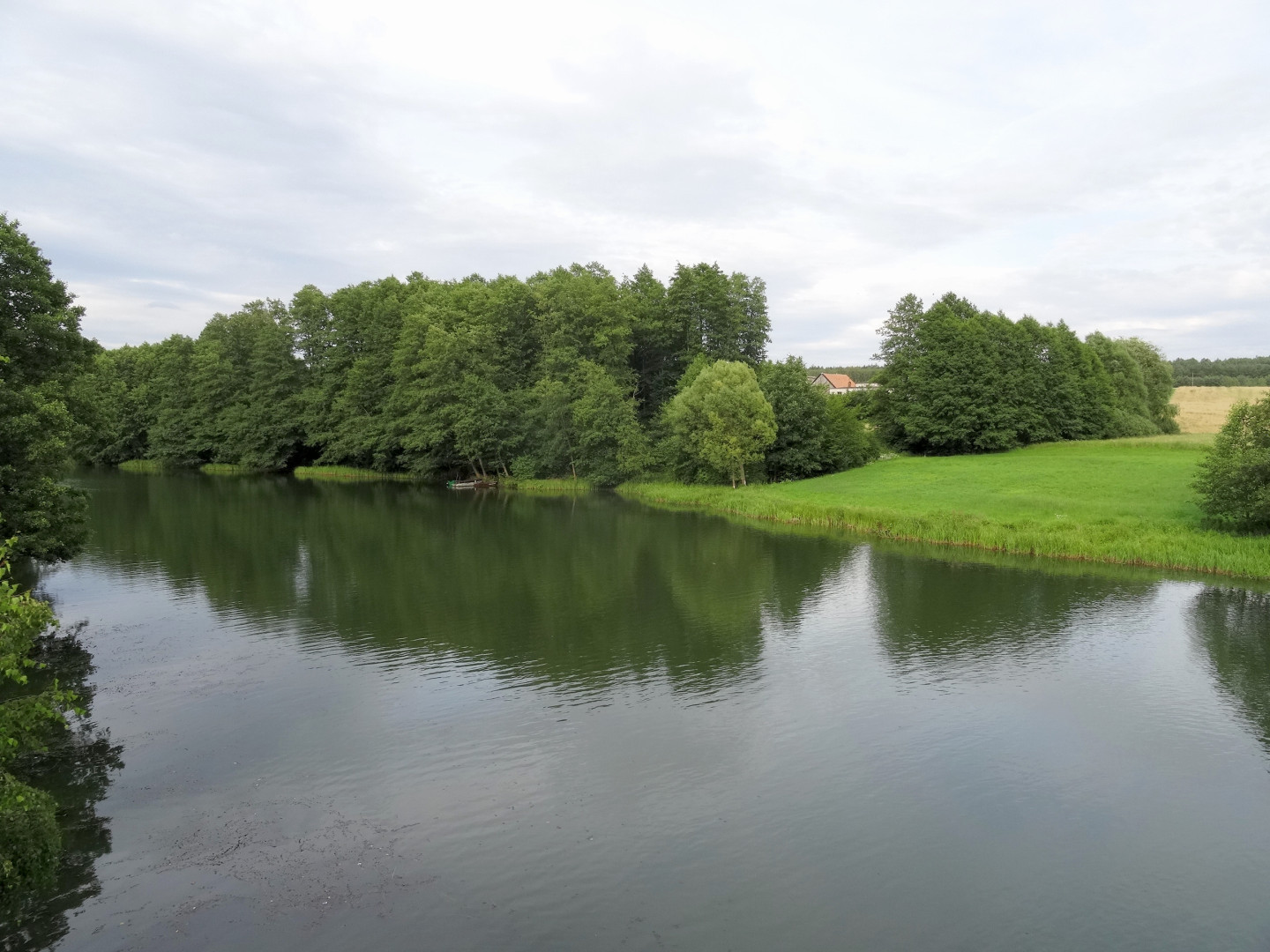
Brda w Samociążku

Samociążek (niem. Sanddorf) – wieś w Polsce położona w województwie kujawsko-pomorskim, w powiecie bydgoskim, w gminie Koronowo. Pierwsze wzmianki o Samociążku w dokumentach pisanych pochodzą z początku XIV wieku.

## Położenie
Miejscowość leży nad jeziorami: Czarnym i Białym, które połączyły się w wyniku spiętrzenia rzeki Brdy, tworząc końcowy odcinek Zalewu Koronowskiego, z którego sztuczny kanał odprowadza wodę do elektrowni wodnej Samociążek o mocy 27 MW. Samociążek składa się z osad: Wilcze Gardło, Ługowo, Białe oraz Stronno. Przez wieś przepływa rzeka Brda.

## Demografia
Na miejscowość składają się dawne osady: Białe, Ługowo, Stronno i Wilcze Gardło. Według danych Urzędu Gminy Koronowo (XII 2018 r.) miejscowość liczyła 556 mieszkańców łącznie z osadami przynależnymi.

## Przynależność administracyjna
W latach 1920–1938 miejscowość administracyjnie należała do województwa poznańskiego. W roku 1938 została wraz z całym powiatem bydgoskim przeniesiona do województwa pomorskiego. W czasie II wojny światowej miejscowość znajdowała się pod okupacją niemieckiej III Rzeszy, w tzw. prowincji Gdańsk-Prusy Zachodnie. Po odzyskaniu przez Polskę niepodległości w roku 1945 należała do reaktywowanego województwa pomorskiego, przemianowanego w roku 1950 w województwo bydgoskie. Po reformie administracyjnej w roku 1975 dalej należała do nowego województwa bydgoskiego.

## Turystyka
W miejscowości znajdują się liczne atrakcje turystyczne: kąpieliska, wypożyczalnie żaglówek i sprzętu pływającego, cmentarz poniemiecki oraz szkoła. W okresie letnim odbywają się tu liczne festyny. Przy moście, na drodze z Koronowa do Bożenkowa, znajduje się węzeł szlaków turystycznych, które przebiegają przez miejscowość:
- Szlak żółty im. Leona Wyczółkowskiego: Bydgoszcz Osowa Góra – sanatorium w Smukale – Smukała – Janowo – Wtelno – Gościeradz – Samociążek – Wilcze Gardło – Nowy Jasiniec – Wymysłowo – Wielonek – Sokole Kuźnica – Pruszcz (69 km),
- Szlak zielony „Jezior Koronowskich”: Wudzyn – prom Sokole-Kuźnica – Krówka – Łąsko Wielkie – Buszkowo – Byszewo – Koronowo – Samociążek – Stronno (77 km),
- Szlak niebieski „Brdy”: Bydgoszcz Brdyujście – Leśny Park Kultury i Wypoczynku – Smukała – Janowo – Samociążek – Koronowo – Romanowo – Sokole Kuźnica – Zamrzenica – Świt – Tuchola (Rudzki Most) – Gołąbek – Woziwoda – Rytel – Swornegacie – Konarzyny (150 km),
- Szlak czarny „Białego węgla”: Maksymilianowo – Samociążek – Koronowo (Tuszyny) – Koronowo (Pieczyska) – Koronowo (30 km).

Przez Samociążek prowadzą również dwa szlaki rowerowe:
- Międzynarodowa Trasa Rowerowa R-1 – na odcinku podbydgoskim przebiega na trasie: Salno – Wtelno – Bydgoszcz Janowo – Bożenkowo – Samociążek – Koronowo – Serock – Świecie,
- Szlak Rowerowy BY 6001n: Bydgoszcz Leśna – Las Gdański – Piaski – Smukała – Janowo – Świekatowo – Bysławek – Tuchola – Woziwoda – Rytel – Zapora – Swornegacie – Chojnice (167 km).